# Histogênese
Histogênese ou histogenia é a formação e desenvolvimento dos diferentes tecidos embrionários de um organismo a partir de células indiferenciadas. estas células são constituintes das três primeiras camadas germinativas, a endoderme, a mesoderme e a ectoderme. A ciência das estruturas microscópicas dos tecidos formados na histogênese é denominada histologia.

## Camadas germinativas

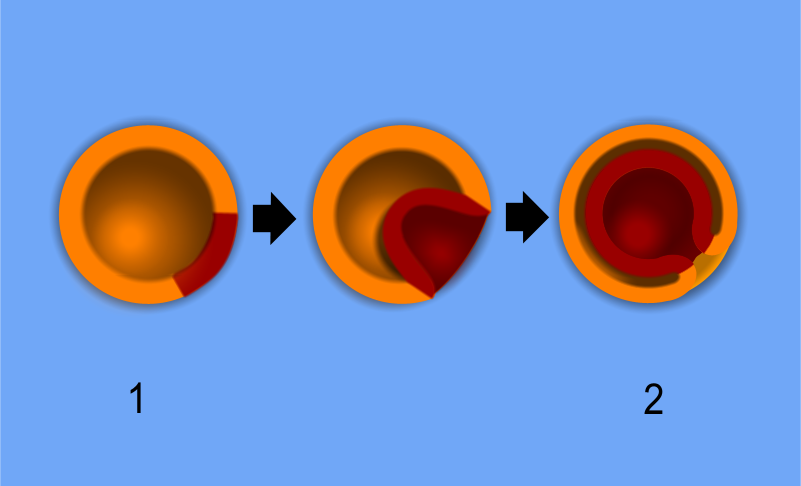
Gastrulação de um diploblasto: A formação de camadas germinativas de uma (1) blástula a (2) gástrula. Algumas das células do ectoderme (laranja) movem-se para dentro formando a endoderme (vermelho).

Uma camada germinativa é um conjunto de células formada durante a embriogênese dos animais. Camadas germinativas são tipicamente destacadas nos organismos vertebrados; entretanto, animais mais complexos que esponjas (eumetazoários e agnotozoários) produzem duas ou três camadas primárias de tecidos. Animais com simetria radial, tais como cnidários, produzem duas camadas, chamadas ectoderme e endoderme. Consequentemente, eles são diploblásticos. Animais com simetria bilateral produzem uma terceira camada entre elas, chamada mesoderme, fazendo-os assim triploblásticos. Camadas germinativas irão eventualmente originar todos os tecidos de um animal e órgãos através de um processo chamado organogênese.